# Telmisartán/amlodipino
Telmisartán/amlodipino, vendido bajo la marca Twynsta entre otras, es un medicamento utilizado para tratar la presión arterial alta .  Es una combinación de telmisartán, un antagonista del receptor de angiotensina II, con amlodipino, un bloqueador de los canales de calcio.  Se toma por vía oral. 
Los efectos secundarios más comunes son mareos, hinchazón y dolor de espalda.  Los efectos secundarios graves pueden incluir presión arterial baja, problemas renales, problemas electrolíticos y un ataque cardíaco .  Su uso durante el embarazo puede dañar al bebé.  El telmisartán actúa bloqueando los efectos de la angiotensina II, mientras que el amlodipino actúa disminuyendo la entrada de iones de calcio al músculo liso y al músculo cardíaco . 
La combinación fue aprobada para uso médico en los Estados Unidos en 2009.  La combinación está en la Lista de Medicamentos Esenciales de la Organización Mundial de la Salud .  Está disponible como medicamento genérico .  En Estados Unidos, a partir de 2019, costaba al menos 57 dólares al mes. 